# 55565 Aya
(55565) 2002 AW197 is een plutino die werd ontdekt door Trujillo en Brown op 10 januari 2002. 
Zijn diameter is ongeveer 900 km. Daarmee is hij net iets kleiner dan de (voormalige) planetoïde en tegenwoordige dwergplaneet (1) Ceres. 
De magnitude van (55565) 2002 AW197 is 20,2 en zijn baan is op meer dan 47 AE van de zon, 17 AE verder dan Pluto.